# Massiccio del Gran Paradiso

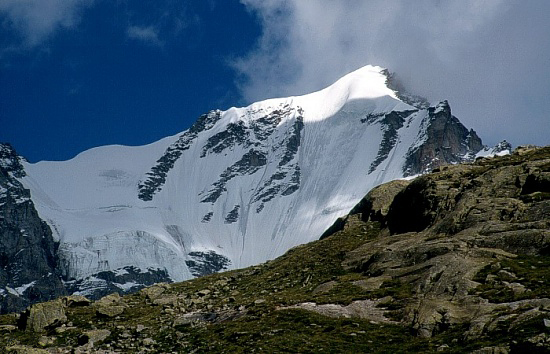
Gran Paradiso

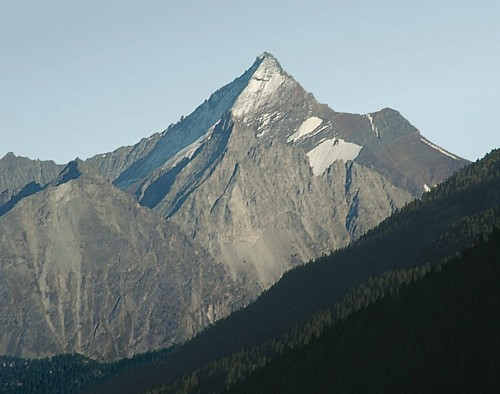
Grivola

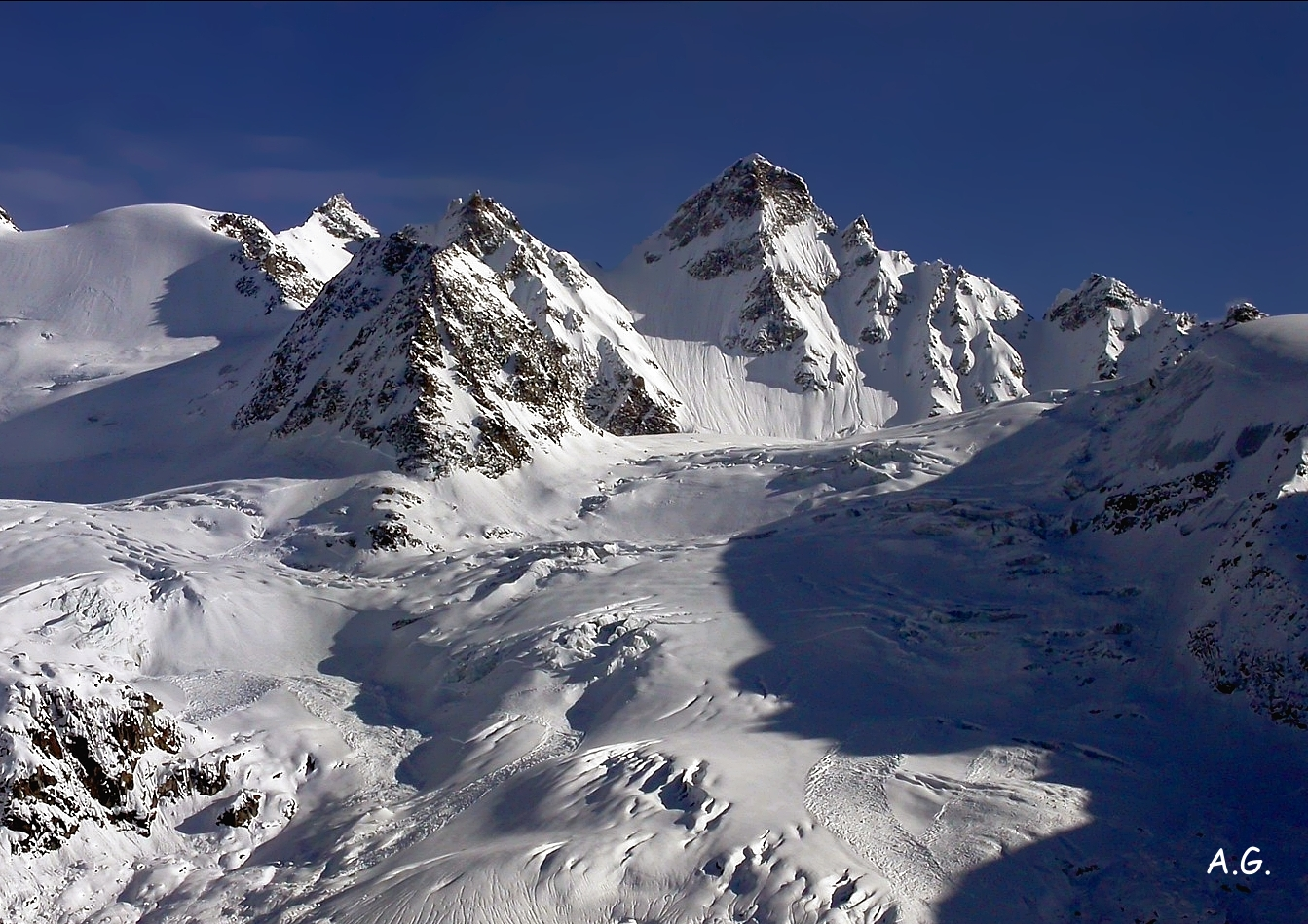
Torre del Gran San Pietro

Massiccio del Gran Paradiso (fr. Massif du Grand Paradis) – grupa górska w Alpach Zachodnich. Leży w północno-zachodnich Włoszech, w regionach Dolina Aosty i Piemont. Nazwa masywu pochodzi od najwyższego szczytu masywu, Gran Paradiso, wznoszącego się na wysokość 4061 m. Masyw jest częścią Alp Graickich.
Na terenie masywu znajduje się park narodowy Parco Nazionale del Gran Paradiso.
Najwyższe szczyty:
- Gran Paradiso – 4061 m,
- Roc – 4026 m,
- Grivola – 3969 m,
- Piccolo Paradiso – 3926 m,
- Cresta Gastaldi – 3894 m,
- Becca di Moncorvé – 3875 m,
- Becca di Montandayné – 3838 m,
- Punta Bianca – 3793 m,
- Herbetet – 3778 m,
- Punta di Ceresole – 3777 m,
- Torre del Gran San Pietro – 3692 m,
- Punta Nera – 3683 m,
- Punta Budden – 3683 m,
- Torre di Sant’Andrea – 3651 m,
- Roccia Viva – 3650 m,
- Testa della Tribolazione – 3642 m,
- Ciarforon – 3642 m,
- Punta Rossa – 3630 m,
- Becca di Gay – 3621 m,
- Torre di Sant’Orso – 3618 m,
- Tresenta – 3609 m,
- Becco della Pazienza – 3606 m.

Schroniska:
- Rifugio Vittorio Emanuele II - 2732 m,
- Rifugio Federico Chabod - 2750 m,
- Rifugio città di Chivasso - 2604 m,
- Rifugio Vittorio Sella - 2584 m,
- Rifugio Sogno di Berdzé al Péradzà - 2526 m.